# Parafia św. Małgorzaty w Hawierzowie-Błędowicach
Parafia Świętej Małgorzaty w Błędowicach – parafia rzymskokatolicka znajdująca się w dzielnicy Hawierzowa, w Błędowicach (dawniej Błędowice Dolne). Należy do dekanatu Karwina diecezji ostrawsko-opawskiej.
Proboszczem jest ks. Marcel Krajzl administrátor excurrendo parafii św. Anny w Hawierzowie.

## Historia
W sprawozdaniu z poboru świętopietrza z 1335 w diecezji wrocławskiej na rzecz Watykanu sporządzonego przez nuncjusza papieskiego Galharda z Cahors wśród 10 parafii archiprezbiteratu w Cieszynie wymieniona jest parafia w miejscowości Bluda, czyli w Błędowicach (Bludowicach). Parafia powstała więc przed tą datą. Została ponownie wymieniona w podobnym spisie sporządzonym przez archidiakona opolskiego Mikołaja Wolffa w 1447 ponownie pod nazwą Bluda. Na podstawie wysokości opłaty w owym sprawozdaniu liczbę ówczesnych parafian (we wszystkich podległych wioskach) oszacowano na 105.
W 1654 reorganizacji uległa struktura administracyjny miejscowego Kościoła, a Błędowice (Dolne) zostały podległe nowemu archiprezbiteratowi (dekanatowi) we Frydku, w którym w większości posługiwano się językiem morawski, podczas gdy w Błędowicach językiem kazań był język polski. Parafii służył kościół drewniany, który stał tu do roku 1786, po czym został zastąpiony kościołem murowanym.
Po wojnach śląskich i oddzieleniu granicą od diecezjalnego Wrocławia, będącego w odtąd w Królestwie Prus, do zarządzania pozostałymi w Monarchii Habsburgów parafiami powołano w 1770 Wikariat generalny austriackiej części diecezji wrocławskiej.
Według schematyzmu austriackiej części diecezji wrocławskiej z 1847 roku parafia w Błędowicach w archiprezbiteracie karwińskim obejmowała Błędowice Dolne (172 katolików, 1932 akatolików, 18 żydów), Błędowice Średnie (439/137), Błędowice Górne (541/74), Szumbark (277/295/2) i Żywocice (369/81), w sumie 1798 katolików, 2519 akatolików i 20 żydów. Proboszczem był urodzony w 1803 w Cieszynie hrabia Theodor Schmidt a językiem parafii był język polski.
Po I wojnie światowej i polsko-czechosłowackim konflikcie granicznym Błędowice znalazły się w granicach Czechosłowacji, wciąż jednak podległe diecezji wrocławskiej, pod zarządem specjalnie do tego powołanej instytucji zwanej: Knížebiskupský komisariát niský a těšínský. Kiedy Polska dokonała aneksji tzw. Zaolzia w październiku 1938 parafię jako jedną z 29 włączono do diecezji katowickiej, a 1 stycznia 1940 z powrotem do diecezji wrocławskiej. W 1947 obszar ten wyjęto ostatecznie spod władzy biskupów wrocławskich i utworzono Apostolską Administraturę w Czeskim Cieszynie podległą Watykanowi. W 1978 obszar Administratury podporządkowany został archidiecezji ołomunieckiej, a w 1996 wydzielono z niej nową diecezję ostrawsko-opawską.